# Neuroctena anilis
Neuroctena anilis is een vliegensoort uit de familie van de Dryomyzidae. De wetenschappelijke naam van de soort is voor het eerst geldig gepubliceerd in 1820 door Fallen.